# Seticeros aquilus
Seticeros aquilus (лат.) — вид жуков-усачей из подсемейства прионин. Распространён в северной Южной Америке — в Боливии и Колумбии.